# Alex Webster

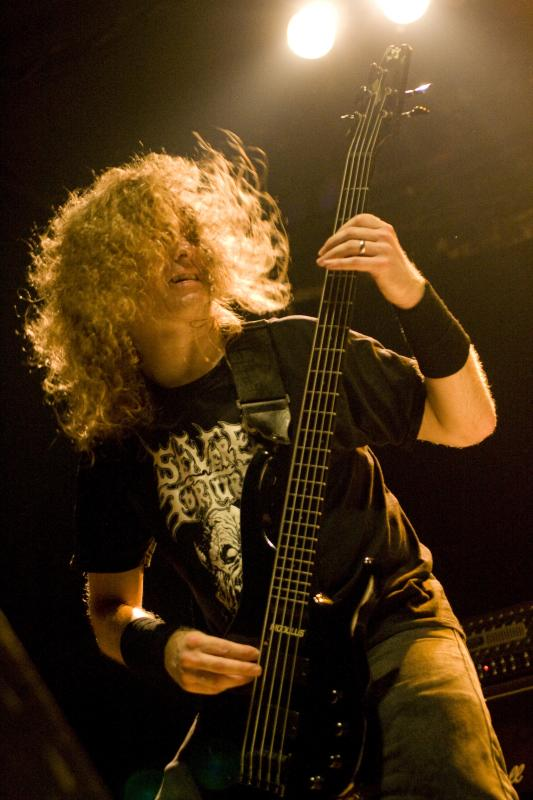
Alex Webster, 2010

Alex Webster (* 25. Oktober 1969 in Akron, New York) ist ein US-amerikanischer Metal-Bassist.

## Werdegang

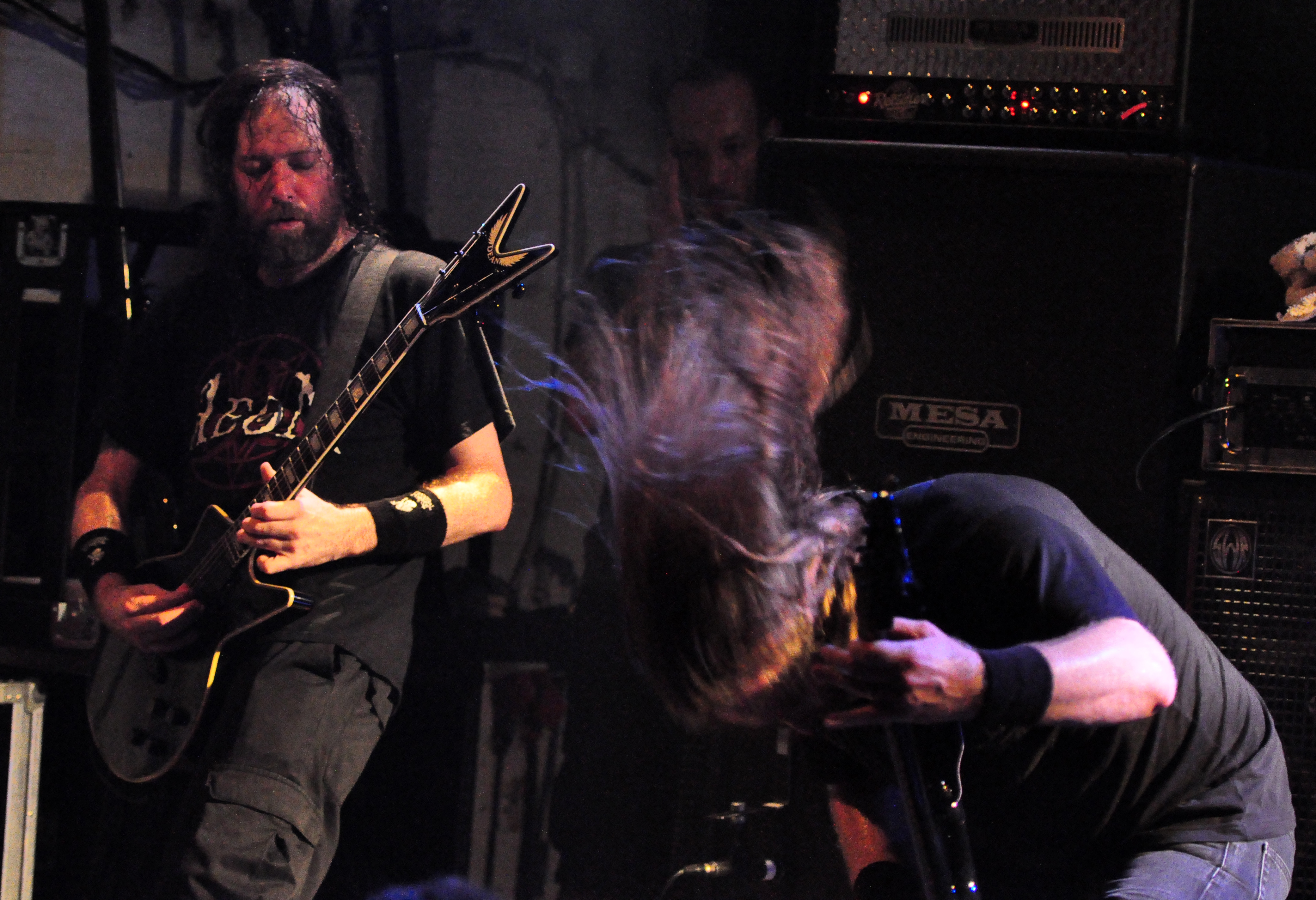
Rob Barrett und Alex Webster

Mit elf Jahren brachte Webster sich zunächst das Kontrabassspielen bei und nahm später E-Bass-Unterricht. Erste Erfahrungen sammelte Alex Webster bei der Thrash-Metal-Band Beyond Death aus Buffalo, New York. Dort lernte er Jack Owen, seinen späteren Bandkollegen, kennen. Mit ihm zusammen gründete er mit Chris Barnes, Bob Rusay und Paul Mazurkiewicz die Death-Metal-Band Cannibal Corpse, in der er heute noch spielt.
Er spielte 1996 auch bei der aus Florida stammenden Death-Metal-Band Hate Eternal und bei dem Projekt Alas.
Zudem hat er ein Nebenprojekt namens Blotted Science.
2017 gab der schwedische Paläontologe Mats E. Eriksson einem gigantischen, ausgestorbenen Wurm aus dem Zeitalter des Devon den Namen Websteroprion armstrongi in Anlehnung an Alex Webster.